# 张汝敦
张汝敦（？—？），安徽凤台人，是一名清朝政治人物。举人出身。
张汝敦曾于道光十六年接替彭衍堂任龙岩州知州一职，由彭衍堂接任。